# René Müller
René Müller (ur. 11 lutego 1959 w Lipsku) – niemiecki piłkarz występujący na pozycji bramkarza.

## Kariera klubowa
Müller treningi rozpoczął w wieku 6 lat w klubie BSG Aktivist Markkleeberg. W 1970 roku, mając 11 lat trafił do juniorskiej ekipy Lokomotivu Lipsk. W 1976 roku został włączony do jego pierwszej drużyny. W 1981 roku zdobył z nim Puchar NRD. W 1986 roku wywalczył z klubem wicemistrzostwo NRD, a także zdobył z nim Puchar NRD. W 1987 roku ponownie zdobył z nim Puchar NRD. Dotarł z nim również do finału Pucharu Zdobywców Pucharów, gdzie jednak Lokomotive przegrało 0:1 z Ajaksem. W 1988 roku Müller wywalczył z drużyną wicemistrzostwo NRD. W 1986 oraz 1987 był także wybierany Piłkarzem Roku w NRD.
W 1990 roku odszedł do Sachsen Lipsk. W 1991 roku trafił do pierwszoligowego Dynama Drezno. W Bundeslidze zadebiutował 3 sierpnia 1991 w przegranym 0:1 meczu z 1. FC Kaiserslautern. W 1994 roku Müller odszedł do drugoligowego FC St. Pauli. W 1995 roku zakończył karierę.

## Kariera reprezentacyjna
W reprezentacji NRD Müller zadebiutował 16 lutego 1984 w wygranym 3:1 towarzyskim meczu z Grecją. Po raz ostatni w kadrze zagrał 12 kwietnia 1989 w przegranym 0:2 pojedynku eliminacji Mistrzostw Świata 1990 z Turcją. W latach 1984–1989 w drużynie narodowej rozegrał w sumie 46 spotkań.

## Kariera trenerska
Po zakończeniu kariery Müller został trenerem. Początkowo był trenerem bramkarzy w VfB Leipzig oraz Eintrachcie Frankfurt, gdzie pełnił również rolę szkoleniowca drużyny amatorskiej. Potem trenował kluby VFC Plauen, Rot-Weiß Erfurt, Hallescher FC oraz od 2007 do 2011 rezerwy 1. FC Nürnberg.